# متزانا بیلیی
متزانا بیلیی (به ایتالیایی: Mezzana Bigli) یک کومونه در ایتالیا است که در استان پاویا واقع شده‌است.

## خصوصیات
متزانا بیلیی ۱۸٫۸ کیلومترمربع مساحت و ۱٬۱۴۷ نفر جمعیت دارد و ۷۶ متر بالاتر از سطح دریا واقع شده‌است.